# Кищик, Елена Вячеславовна
Елена Вячеславовна Кищик (род. 25 марта 1963 года) — советская и российская актриса театра и кино.

## Биография
Родилась 25 марта 1963 года. 
Начала свою карьеру в пятнадцать лет с главной роли в фильме Владимира Грамматикова «Шла собака по роялю». В семнадцать лет вышла замуж, в восемнадцать родила двоих сыновей. Окончила ГИТИС, работала в театре «Сфера». В 2003 году родилась дочь Анна.
Снималась в кино, играла в московском театре «Сфера», пела и танцевала на сцене, озвучивала зарубежные фильмы и автоответчики, читала дикторский текст в документальном кино, снималась в телевизионной рекламе.

#### Мужья и дети
Первый муж - танцор из Хора имени Пятницкого Юрий Сидоренко (скончался в 2023 г.). В этом браке в 1982 году родились сыновья - двойняшки  — Михаил и Владимир.
Второй муж —  замдиректора фильма «Шла собака по роялю» Олег Кузнецов .
Третий муж - актер Виктор Барченко (1959-2021). 
Четвертый муж - владелец кинокомпании «Открытие» Андрей Волков (скончался в 2020 г.). В этом браке в 2003 году родилась дочь Анна. 

## Фильмография
- 1978 — Шла собака по роялю — Татьяна Канарейкина
- 1988 — Штормовое предупреждение — Татьяна Евгеньевна
- 1989 — Частный детектив, или Операция «Кооперация» — Зиночка
- 2005 — Горыныч и Виктория — Анна

## Озвучивание мультфильмов
- 2012 — Тайна Диона — Закадровый голос в заставках
- 2015 — Необыкновенное путешествие Серафимы — мама Серафимы

## Озвучивание игр
- 2015 — Skyforge — Аргус[3][4]
- 2011 — The Elder Scrolls V: Skyrim  — Тёмные эльфийки (Данмерки) и Айрилет
- 2009 — Risen[5]
- 2009 — Мисс Популярность. Первая любовь — главная героиня[6]
- 2009 — Секретные материалы 2. Puritas Cordis[англ.][5]
- 2006 — Dreamfall: The Longest Journey[5]